# Eisenweg (Erzgebirge)

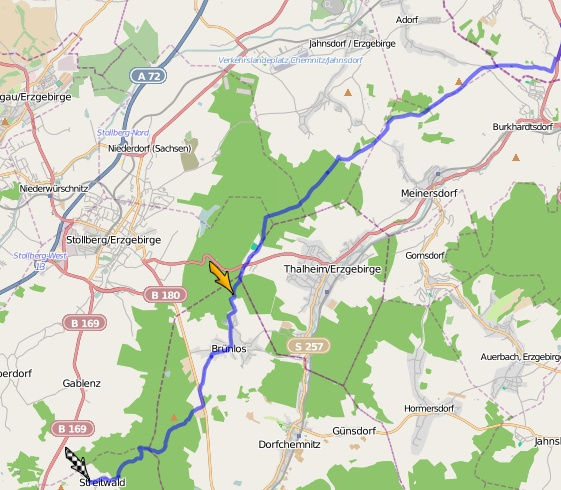
Karte des Eisenwegs

Der Eisenweg ist ein Höhenweg des Erzgebirges, dessen historischer Verlauf der Erzgebirgischen Nordrandstufe folgt. Nach heimatgeschichtlicher Darstellung soll er bereits im Mittelalter dem Transport von Eisenerz aus der Gegend um Schneeberg gedient haben. Der noch heute markierte Verlauf reicht vom Katzenstein bei Affalter und verläuft durch den Streitwald zur Tabakstanne und weiter durch den Bürgerwald, vorbei am Denkmal Schwarzes Kreuz zum südlich von Chemnitz gelegenen Harthauer Berg an der Bundesstraße 95.
Heute ist der Eisenweg eine beliebte Strecke für Wanderer und Radfahrer, welche das Gebiet südlich von Chemnitz mit den Wanderwegen des mittleren Erzgebirges verbindet.